# Osmia dusmeti
Osmia dusmeti är en biart som beskrevs av Van der Zanden 1998. Osmia dusmeti ingår i släktet murarbin, och familjen buksamlarbin. Inga underarter finns listade i Catalogue of Life.